# Carl Gustaf Hernmarck
Carl Gustaf Hernmarck, född 17 oktober 1830, död 17 april 1901, var en svensk jurist.
Hernmarck blev assessor i Svea hovrätt 1864, expeditionschef i justitiestatsexpeditionen 1868 och hovrättsråd i Svea hovrätt 1874. Han var justitieråd 1875–1897.
Han var son till Gustaf Daniel Hernmarck, borgmästare i Riga.